# BR Возничего
BR Возничего (лат. BR Aurigae) — одиночная переменная звезда в созвездии Возничего на расстоянии (вычисленном из значения параллакса) приблизительно 12745 световых лет (около 3908 парсеков) от Солнца. Видимая звёздная величина звезды — от +14,7m до +13,5m.

## Характеристики
BR Возничего — красная углеродная пульсирующая медленная неправильная переменная звезда (LB) спектрального класса C. Эффективная температура — около 3572 К.